# (971) Alsatia
(971) Alsatia est un astéroïde de la ceinture principale découvert le 23 novembre 1921 par l'astronome français Alexandre Schaumasse.
Sa désignation provisoire était 1921 LF.